# USS Mahan (DD-102)
USS Mahan (DD-102) là một tàu khu trục thuộc lớp Wickes của Hải quân Hoa Kỳ trong giai đoạn Chiến tranh Thế giới thứ nhất, và sau đó mang ký hiệu lườn DM-7 như một tàu rải mìn hạng nhẹ. Nó là chiếc tàu chiến đầu tiên của Hải quân Hoa Kỳ được đặt tên theo Chuẩn đô đốc Alfred Thayer Mahan, nhà lý thuyết chiến lược và sử gia hải quân.

## Thiết kế và chế tạo
Mahan được đặt lườn vào ngày 4 tháng 5 năm 1918 tại xưởng tàu Fore River của hãng Bethlehem Shipbuilding Corporation ở Quincy, Massachusetts. Nó được hạ thủy vào ngày 4 tháng 8 năm 1918, được đỡ đầu bởi Cô Ellen K. Mahan, cháu gái Chuẩn đô đốc Mahan, và được đưa ra hoạt động vào ngày 24 tháng 10 năm 1918 dưới quyền chỉ huy của Hạm trưởng, Thiếu tá Hải quân F. P. Conger.

## Lịch sử hoạt động
Sau khi hoàn tất việc chạy thử máy, Mahan hoạt động ngoài khơi vùng biển Cuba cho đến tháng 5 năm 1919, khi nó đi đến vùng quần đảo Azores, trở thành một trong những tàu chỉ đường cho chuyến bay vượt đại dương của các thủy phi cơ NC-1, NC-3 và NC-4 của Hải quân. Quay trở về Boston vào ngày 21 tháng 6 sau khi ghé qua Brest, Pháp, Mahan được cải biến thành một tàu rải mìn hạng nhẹ, rồi được xếp lại lớp với ký hiệu lườn mới DM-7 vào ngày 17 tháng 7 năm 1920.
Ngoại trừ một chuyến đi đến Trân Châu Cảng để thực tập cơ động vào đầu năm 1925, Mahan chủ yếu hoạt động dọc theo bờ Đông Hoa Kỳ, tại vùng biển Caribe và vùng kênh đào Panama trong mười năm sau đó. Nó tham gia các cuộc thực tập huấn luyện hạm đội, tuần tra trong các giải đua thuyền buồm quốc tế, tham gia cứu nạn cho tàu ngầm S-51 vào tháng 9 năm 1925 ngoài khơi đảo Block và tàu ngầm S-4 trong giai đoạn từ ngày 17 tháng 12 năm 1927 đến giữa tháng 3 năm 1928 ngoài khơi Provincetown, Massachusetts. Nó cũng tiến hành các chuyến đi huấn luyện lực lượng dự bị đến vùng biển Caribe từ năm 1928 đến tháng 9 năm 1929. Ngoài các nhiệm vụ thông thường, Mahan còn phục vụ như một tàu thử nghiệm các thiết bị mới mà Hải quân sử dụng trong tương lai.
Vào ngày 20 tháng 9 năm 1929, Mahan đi vào xưởng hải quân Philadelphia, nơi nó được cho ngừng hoạt động vào ngày 1 tháng 5 năm 1930. Tên nó được cho rút khỏi danh sách Đăng bạ Hải quân vào ngày 22 tháng 10, và nó được bán vào ngày 17 tháng 1 năm 1931 cho hãng Boston Iron & Metal Company ở Baltimore, Maryland để tháo dỡ.